# 吴中经济技术开发区
开发区是中华人民共和国江苏省苏州市吴中区下辖的一个类似乡级单位。

## 行政区划
下辖以下地区：
东社区、南社区、西社区和北社区。